# Abisal
Abisal je u geologiji podmorje oceana na dubini oko 3000 do 6000 m. Nije zaravnjeno, već se pojavljuju i podmorski planinski lanci (srednjooceanski hrptovi), pojedinačne podmorske uzvisine, podmorske zavale i sl. Posebno se izdvajaju dubokomorski jarci, dublji od 11.000 m (npr. Marijanska brazda).
Sediment je pelagički, organogeni mulj od uginulih pelagičkih organizama. Na dubinama ispod 5000 m pelagičkih čestica više nema.